# Grégory Lemarchal

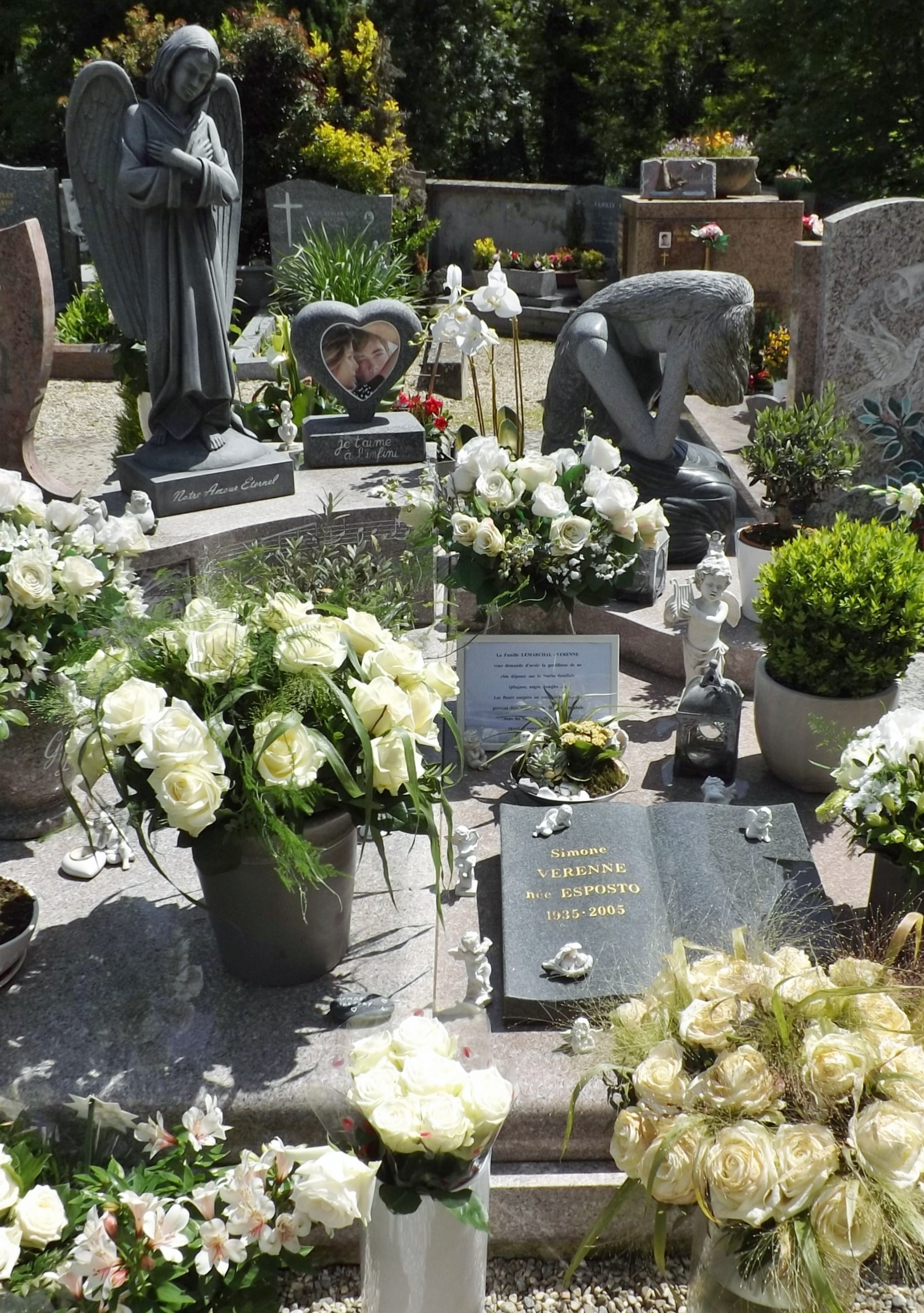
Graf van Lemarchal

Grégory Lemarchal (La Tronche, 13 mei 1983 – Suresnes, 30 april 2007) was een Franse zanger. Gregory Lemarchal is bekend geworden als winnaar van het talentenjachtprogramma Star Academy. Zijn album "Je deviens moi" werd met ruim 500.000 verkochte exemplaren een groot succes in eigen land en onderscheiden met platina.

## Biografie
Zijn eerste album Je deviens moi behaalde platina. Hij trad in 2006 onder andere op in het Olympia. Drie weken voor zijn overlijden zong hij samen met Hélène Ségara tijdens haar concert het lied Vivo per lei. Ook zong hij samen met andere bekenden zoals Patrick Bruel (The Show Must Go On van Queen), Lara Fabian, Andrea Bocelli en Lucie Silvas (What you're made of / Même si).
Door het Franse volk werd hij "le petit prince" genoemd, zijn stem "la voix d'un ange".
Toen hij twintig maanden oud was werd bij hem taaislijmziekte geconstateerd. Hij overleed op maandagmorgen 30 april 2007 aan de gevolgen hiervan, nadat hij de voorafgaande zondag in coma was geraakt. Hij overleed in bijzijn van zijn familie (zijn ouders, zijn jongere zusje Leslie en zijn vriendin Karine Ferri, met wie hij samen zou gaan wonen), 13 dagen voor zijn 24e verjaardag.

## Discografie

### Albums
| Album met hitnotering(en) in de Vlaamse Ultratop 200 albums | Datum van verschijnen | Datum van binnenkomst | Hoogste positie | Aantal weken | Opmerkingen |
| ----------------------------------------------------------- | --------------------- | --------------------- | --------------- | ------------ | ----------- |
| Je deviens moi                                              | 17-04-2005            | -                     |                 |              |             |
| Olympia 06                                                  | 23-10-2006            | -                     |                 |              |             |
| La voix d'un ange                                           | 18-06-2007            | 14-07-2007            | 99              | 1            | Postuum     |

### Singles
| Single met eventuele hitnotering(en) in de Nederlandse Top 40 | Datum van verschijnen | Datum van binnenkomst | Hoogste positie | Aantal weken | Opmerkingen |
| ------------------------------------------------------------- | --------------------- | --------------------- | --------------- | ------------ | ----------- |
| Écris l'histoire                                              | 29-03-2005            | -                     |                 |              |             |
| Même si (What You're Made Of)                                 | 09-05-2005            | -                     |                 |              |             |
| Je suis en vie                                                | 18-07-2005            | -                     |                 |              |             |
| De temps en temps                                             | 11-06-2007            | -                     |                 |              | Postuum     |
| Le lien                                                       | 09-09-2007            | -                     |                 |              | Postuum     |
| Restons amis                                                  | 21-04-2008            | -                     |                 |              | Postuum     |

### Dvd's
- Olympia 06  (23-11-2006)
- Cinq ans  (19-11-2012)